# Psychotria rhodothamna
Psychotria rhodothamna är en måreväxtart som beskrevs av Paul Carpenter Standley. Psychotria rhodothamna ingår i släktet Psychotria och familjen måreväxter. Inga underarter finns listade i Catalogue of Life.